# Waltenschwil
Waltenschwil (schweizerdeutsch: ˌʋɑltiʃˈʋiːl) ist eine Einwohnergemeinde im Schweizer Kanton Aargau. Sie gehört zum Bezirk Muri und liegt im mittleren Bünztal.

## Geographie
Das Dorf Waltenschwil liegt auf der östlichen Seite des Bünztals am Fusse des Buneggli. Dieser Moränenhügel ragt bis zu 25 Meter über die ansonsten völlig flache Ebene und geht in Richtung Osten in den Wagenrain über, einen Hügelzug, der die natürliche Grenze zum Reusstal bildet. Der Moränenhügel staute nach dem Ende der Würmeiszeit einen seichten See, der im Verlaufe der Jahrtausende zu einem Moor verlandete; das Moor wurde zu Beginn des 20. Jahrhunderts trockengelegt. Die Bünz ist auf ihrer ganzen Länge kanalisiert und fliesst in Richtung Nordwesten. Rund eineinhalb Kilometer westlich von Waltenschwil liegt das bedeutend kleinere Strassendorf Büelisacher (433 m ü. M.). Dort, am westlichen Rand der Ebene, steigt das Gelände steil zu den Ausläufern des Lindenbergs an.
Die Fläche des Gemeindegebiets beträgt 454 Hektaren, davon sind 90 Hektaren bewaldet und 105 Hektaren überbaut. Der höchste Punkt befindet sich auf 554 m ü. M. am Hang bei Büelisacher, der tiefste auf 422 m ü. M. an der Bünz. Nachbargemeinden sind Wohlen im Norden, Bremgarten im Nordosten, Bünzen im Südosten, Boswil und Kallern im Süden sowie Büttikon im Westen.

## Geschichte
Aus vorgeschichtlicher Zeit stammen Siedlungsspuren der Kelten. Von ca. 70 bis 330 n. Chr. befand sich bei Büelisacher ein römischer Gutshof, dessen Badetrakt im Jahr 1862 entdeckt und ausgegraben wurde. Im 7. oder 8. Jahrhundert entstand eine alemannische Siedlung. Die Herren von Waltenschwil, ein Ministerialengeschlecht der Habsburger, errichteten um das Jahr 1000 herum einen Wohnturm am Fusse des Lindenbergs. Sie starben noch vor der Gründung der Alten Eidgenossenschaft aus; vom Turm ist nichts erhalten geblieben.
Erstmals urkundlich erwähnt wurde das Dorf Waltiswil im Jahr 1085. Der Ortsname stammt vom althochdeutschen Waltineswilari und bedeutet «Hofsiedlung des Waltin». Nach der Eroberung des Aargaus durch die Eidgenossen im Jahr 1415 lag das Dorf im Amt Hermetschwil in der Gemeinen Herrschaft der Freien Ämter, Büelisacher hingegen lag im Amt Boswil. Der grösste Teil des Grundbesitzes und die damit verbundenen Rechte gelangten 1471 in den Besitz des Klosters Muri. 1601 zerstörte ein Brand über 30 Häuser.
Im März 1798 nahmen die Franzosen die Schweiz ein und riefen die Helvetische Republik aus. Waltenschwil und Büelisacher wurden gegen den Willen ihrer Bewohner vereinigt. Die neue Gemeinde lag im Distrikt Sarmenstorf des kurzlebigen Kantons Baden. Zusammen mit Waldhäusern bildete sie eine Agentschaft; seit 1803 gehört sie zum Kanton Aargau. Es dauerte allerdings noch einige Zeit, bis sich die Bewohner beider Dörfer vertrugen. So führte Büelisacher 1825 einen Steuerstreik durch.
Am 1. Juni 1875 erhielt Waltenschwil eine Station an der Südbahn. Diese wurde allerdings Ende Mai 1997 wieder geschlossen, da sie etwas abseits lag und zu geringe Frequenzen aufwies. Die Landwirtschaft büsste schon früh ihre dominierende Stellung ein, da viele Bewohner in der Industrie der Nachbargemeinde Wohlen Arbeit fanden. Bis Mitte der 1960er Jahre stagnierte die Bevölkerungszahl bei knapp 700. Danach folgte ein markantes Wachstum, das nur während der Wirtschaftskrise der 1970er Jahre kurz unterbrochen wurde. Innerhalb von 40 Jahren stieg die Bevölkerungszahl um mehr als das Dreifache.

## Sehenswürdigkeiten

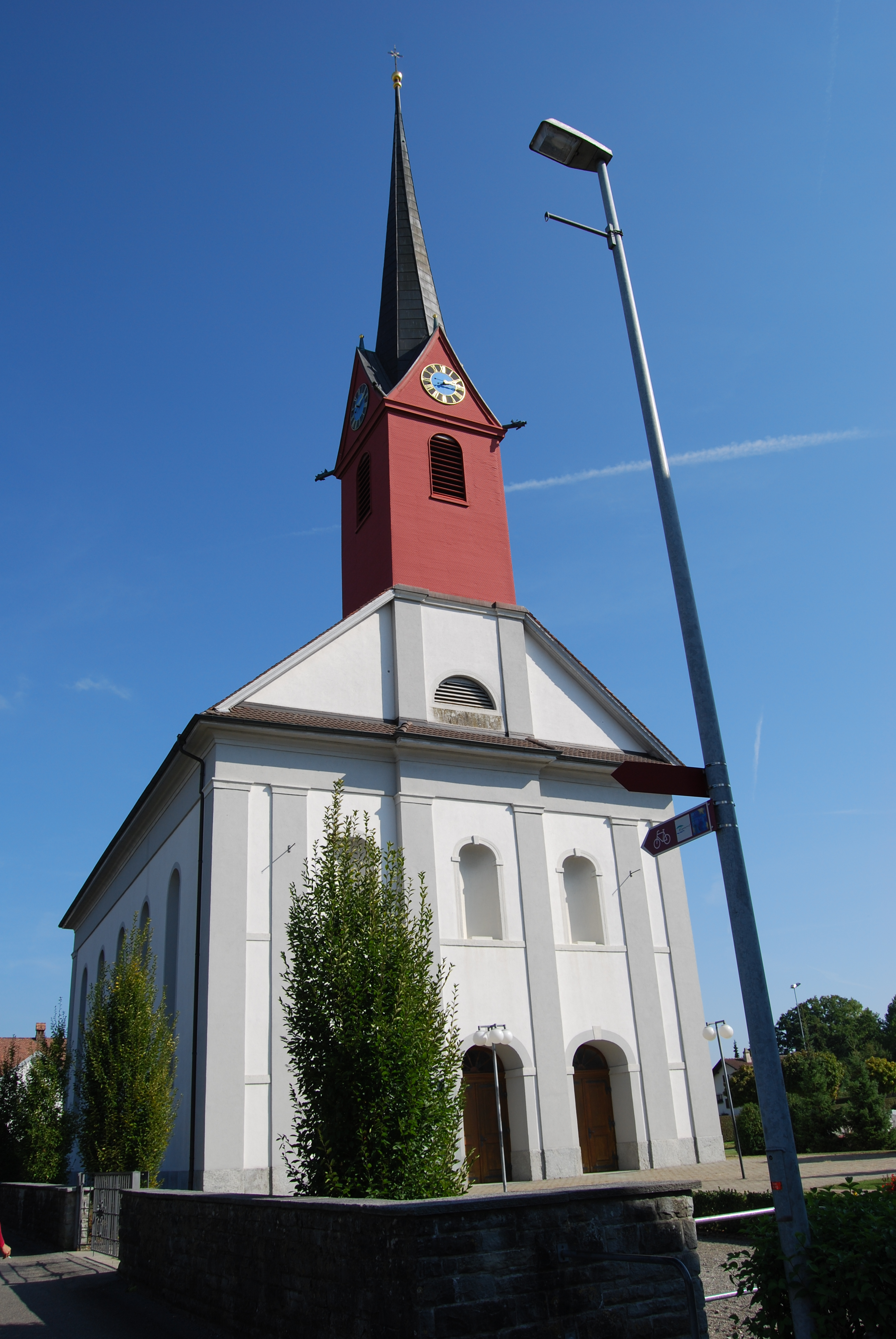
Pfarrkirche St. Nikolaus

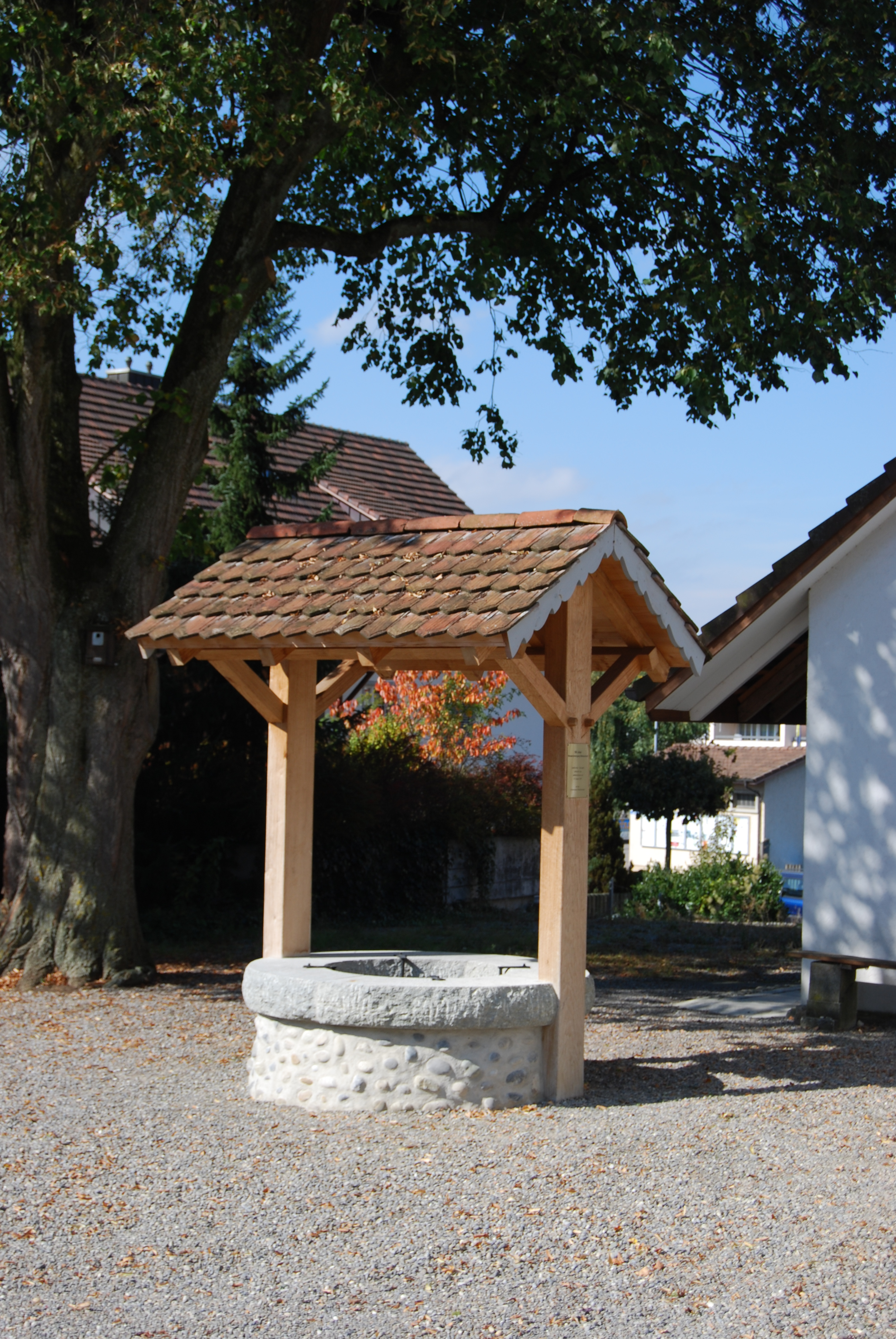
Historischer Ziehbrunnen neben dem Ortsmuseum

Historisches Luftbild von Werner Friedli von 1954

Jahrhundertelang gehörte Waltenschwil zur Pfarrei Boswil und wurde erst 1800 zu einer selbständigen Kirchgemeinde erhoben. Zunächst diente die 1516 erbaute und 1788/89 erweiterte Nikolauskapelle als Pfarrkirche. Zwischen 1837 und 1839 entstand die neue Pfarrkirche St. Nikolaus. Die Gemeinde hatte einen Barockbau bevorzugt, doch die kantonale Baukommission setzte eine Saalkirche im klassizistischen Stil durch. An der Strasse nach Büelisacher befindet sich die Mariahilfkapelle, eine im Jahr 1860 errichtete Kapelle im neugotischen Stil.

## Wappen
Die Blasonierung des Gemeindewappens lautet: «In Blau zunehmender gelber Halbmond, rechts begleitet von einem, links von drei pfahlweise gestellten fünfstrahligen weissen Sternen.» Das Wappen leitet sich von jenem der Herren von Waltenschwil ab, das erstmals 1548 abgebildet wurde; der damalige Chronist hatte jedoch einfach das Wappen von Boswil übernommen. Auf dem Gemeindesiegel von 1811 erhielt der Halbmond ein Gesicht sowie einen Dreiberg und vier Sterne. Weil das Wappen immer noch zu sehr jenem von Boswil glich, wurden 1969 das Gesicht und der Dreiberg weggelassen.

## Bevölkerung
Die Einwohnerzahlen entwickelten sich wie folgt:
| Jahr      | 1850 | 1900 | 1930 | 1950 | 1960 | 1970 | 1980 | 1990 | 2000 | 2010 | 2020 |
| Einwohner | 684  | 586  | 740  | 683  | 677  | 1107 | 1163 | 1693 | 2029 | 2524 | 3053 |

Am 31. Dezember 2023 lebten 3159 Menschen in Waltenschwil, der Ausländeranteil betrug 17,9 %. Bei der Volkszählung 2015 bezeichneten sich 51,0 % als römisch-katholisch und 17,7 % als reformiert; 31,3 % waren konfessionslos oder gehörten anderen Glaubensrichtungen an. 95,7 % gaben bei der Volkszählung 2000 Deutsch als ihre Hauptsprache an, 0,9 % Italienisch, je 0,7 % Albanisch und Englisch.

## Politik und Recht
Die Versammlung der Stimmberechtigten, die Gemeindeversammlung, übt die Legislativgewalt aus. Ausführende Behörde ist der fünfköpfige Gemeinderat. Er wird im Majorzverfahren vom Volk gewählt, seine Amtsdauer beträgt vier Jahre. Der Gemeinderat führt und repräsentiert die Gemeinde. Dazu vollzieht er die Beschlüsse der Gemeindeversammlung und die Aufgaben, die ihm vom Kanton zugeteilt wurden. Für Rechtsstreitigkeiten ist in erster Instanz das Bezirksgericht Muri zuständig. Waltenschwil gehört zum Friedensrichterkreis XIII (Muri).

## Wirtschaft
In Waltenschwil gibt es gemäss der im Jahr 2015 erhobenen Statistik der Unternehmensstruktur (STATENT) rund 670 Arbeitsplätze, davon 9 % in der Landwirtschaft, 19 % in der Industrie und 72 % im Dienstleistungssektor. Die Mehrheit der erwerbstätigen Einwohner sind Wegpendler und arbeiten vor allem in Wohlen und Villmergen. 
Das 1953 gegründete Unternehmen Dubler Mohrenköpfe stellt in dritter Generation «Mohrenköpfe» her. 
Bekannt ist Waltenschwil auch für seine neben der Eisenbahnlinie gelegene Kartbahn (auch wenn diese nach Wohlen benannt ist) sowie für den Tierpark.

## Verkehr
Zwischen Waltenschwil und Büelisacher verläuft die vielbefahrene Hauptstrasse 25 (Lenzburg–Zug). Durch das Dorf verkehrt die Postautolinie vom Bahnhof Wohlen nach Muri, in Rottenschwil besteht Anschluss nach Zürich-Wiedikon.

## Bildung
In Waltenschwil gibt es einen Kindergarten sowie eine Primarschule. Sämtliche Oberstufen der obligatorischen Volksschule (Realschule, Sekundarschule, Bezirksschule) befinden sich im benachbarten Wohlen. Das nächstgelegene Gymnasium ist die Kantonsschule Wohlen.